# Parasynegia pluristriata
Parasynegia pluristriata är en fjärilsart som beskrevs av Walker 1863. Parasynegia pluristriata ingår i släktet Parasynegia och familjen mätare. Inga underarter finns listade i Catalogue of Life.